# Promachocrinus fragarius
Promachocrinus fragarius (McLaughlin, Wilson e Rouse, 2023) è un crinoide comatulide della famiglia degli Antedonidi, diffuso in Antartide.

## Descrizione
Il corpo di questo animale è caratterizzato da un colore che varia dal violastro al rosso scuro, possiede ben 20 tentacoli (quelli inferiori più corte e quelli superiori più lunghi) e ha una forma simile a una fragola. Studi condotti dalla Scripps Institution of Oceanography riportano che questa specie è imparentata con numerosi echinodermi, stelle marine e cetrioli di mare. Possiede dei cirri dotati di piccoli artigli, che utilizza per ancorarsi meglio al fondale marino.

## Distribuzione e habitat
Questa specie vive prevalentemente nell'Oceano Antartico, ad una profondità che può variare da 65 a 1200 metri sotto il livello del mare, ma che in alcuni casi può spingersi fino a 2000 metri.